# سپنگوو (شهرستان خوجژ)
سپنگوو (به لهستانی:  Sypniewo) یک روستا در لهستان است که در گمینا مارگونگن واقع شده‌است.